# A.D.I.D.A.S.
A.D.I.D.A.S. – singel nu-metalowego zespołu Korn, który pojawił się na ich drugim albumie – Life Is Peachy. A.D.I.D.A.S. to akronim słów „Przez Cały Dzień Marzę O Seksie” (All Day I Dream About Sex). Utwór ten został zagrany podczas występu Korna na Woodstock 1999 przed 275-tysięcznym tłumem.

## Lista utworów
1. A.D.I.D.A.S. (Synchro Dub) (Demo Version) – 4:27
2. A.D.I.D.A.S. (Under Pressure Mix) – 3:55
3. A.D.I.D.A.S. (The Wet Dream Mix) – 3:35
4. Wicked (Tear the Roof Off Mix) – 3:47

## Teledysk
Do utworu A.D.I.D.A.S. nakręcono teledysk w reżyserii Josepha Kahna – jedyny do utworu z albumu Life Is Peachy. Wątek teledysku kręci się wokół wypadku samochodowego, który spowodował śmierć wszystkich członków Korna z powodu alfonsa i jego prostytutki. Policjanci i strażacy zabezpieczają miejsce wypadku, a następnie ciała zostają przetransportowane do groteskowej kostnicy, w której dziwni naukowcy dokonują oględzin. Jonathan Davis ubrany jest w dres Adidasa z cekinami i w damską bieliznę, co jest odniesieniem do doświadczeń Davisa, który sam pracował kiedyś w kostnicy – pewnego dnia przywieziono martwego alfonsa – okazało się, że nosił on właśnie damską bieliznę. Davis uznał, że nigdy nie widział nic śmieszniejszego i postanowił użyć jej w tym teledysku.

## Wyrazy uznania
Nie jest przypadkiem, że tytuł piosenki stanowi swego rodzaju wyrazy uznania dla niemieckiego producenta ubrań, firmy Adidas, która była jedną z ulubionych marek zespołu w jego początkowych latach. Również gatunek muzyczny prezentowany przez Korna nazywano wtedy często Adidas-rock. Jak na ironię, w 1998 roku Korn podpisał kontrakt z rywalem Adidasa – firmą Puma.

## Związek z odejściem Heada
Utwór „A.D.I.D.A.S.” ma również związek z odejściem Briana „Heada” Welcha z zespołu. Pewnego dnia Head usłyszał przypadkiem, jak jego pięcioletnia córka śpiewa słowa piosenki „Przez Cały Dzień Marzę O Seksie” i zdecydował, że nie chce, aby dorastała myśląc o takich rzeczach.